# Campeonato Europeu de Futebol de 2020 – Grupo C
O grupo C do Campeonato Europeu de Futebol de 2020, décima sexta edição desta competição organizada quadrienalmente pela União das Federações Europeias de Futebol (UEFA), reunirá as seleções da Países Baixos, Ucrânia, Áustria e Macedônia do Norte. Os componentes deste grupo foram definidos por sorteio realizado em 30 de novembro de 2019 no Romexpo, Bucareste.

## Equipes
Em negrito estão as edições em que a seleção foi campeã em em itálico estão as edições em que a seleção foi anfitriã.
| #  | País               | Método de qualificação            | Data de qualificação   | Participações                                             |
| -- | ------------------ | --------------------------------- | ---------------------- | --------------------------------------------------------- |
| C1 | Países Baixos      | Grupo C (vice-campeã)             | 16 de novembro de 2019 | 09 (1976, 1980, 1988, 1992, 1996, 2000, 2004, 2008, 2012) |
| C2 | Ucrânia            | Grupo B (campeã)                  | 14 de outubro de 2019  | 02 (2012, 2016)                                           |
| C3 | Áustria            | Grupo G (vice-campeã)             | 16 de novembro de 2019 | 02 (2008, 2016)                                           |
| C4 | Macedônia do Norte | Vencedor do Caminho D do Play-off | 12 de novembro de 2020 | Estreante                                                 |

## Estádios
Os jogos do grupo C serão disputados nos estádios localizados nas cidades de Bucareste e Amesterdão.
| Arena Națională    | Johan Cruijff Arena |
| Capacidade: 55.600 | Capacidade: 54.990  |
|                    |                     |
| C1, C3, C6         | C2, C4, C5          |

## Classificação
| Pos | Equipe             | Pts | J | V | E | D | GP | GC | SG | Classificado          |
| --- | ------------------ | --- | - | - | - | - | -- | -- | -- | --------------------- |
| 1   | Países Baixos (H)  | 9   | 3 | 3 | 0 | 0 | 8  | 2  | +6 | Equipes classificadas |
| 2   | Áustria            | 6   | 3 | 2 | 0 | 1 | 4  | 3  | +1 | Equipes classificadas |
| 3   | Ucrânia            | 3   | 3 | 1 | 0 | 2 | 4  | 5  | −1 | Equipes classificadas |
| 4   | Macedônia do Norte | 0   | 3 | 0 | 0 | 3 | 2  | 8  | −6 | Eliminado             |

## Jogos

### Primeira rodada

#### Áustria vs Macedônia do Norte
| 13 de junho de 2021 | Áustria                                       | 3 – 1     | Macedônia do Norte | Arena Națională, Bucareste                 |
| 19:00 (UTC+3)       | Lainer 18' · Gregoritsch 78' · Arnautović 89' | Relatório | Pandev 28'         | Público: 9 082 Árbitro: SWE Andreas Ekberg |

#### Países Baixos vs Ucrânia
| 13 de junho de 2021 | Países Baixos                               | 3 – 2     | Ucrânia                        | Johan Cruijff Arena, Amesterdão          |
| 21:00 (UTC+2)       | Wijnaldum 52' · Weghorst 59' · Dumfries 85' | Relatório | Yarmolenko 75' · Yaremchuk 79' | Público: 15 837 Árbitro: GER Felix Brych |

### Segunda rodada

#### Ucrânia vs Macedônia do Norte
| 17 de junho de 2021 | Ucrânia                        | 2 – 1     | Macedônia do Norte | Arena Națională, Bucareste                      |
| 16:00 (UTC+3)       | Yarmolenko 29' · Yaremchuk 34' | Relatório | Alioski 57'        | Público: 10 001 Árbitro: ARG Fernando Rapallini |

#### Países Baixos vs Áustria
| 17 de junho de 2021 | Países Baixos                  | 2 – 0     | Áustria | Johan Cruijff Arena, Amesterdão            |
| 21:00 (UTC+2)       | Depay 11' (pen) · Dumfries 67' | Relatório |         | Público: 15 243 Árbitro: ISR Orel Grinfeld |

### Terceira rodada

#### Macedônia do Norte vs Países Baixos
| 21 de junho de 2021 | Macedônia do Norte | 0 – 3 | Países Baixos                  | Johan Cruijff Arena, Amesterdão |
| 18:00 (UTC+2)       |                    |       | Depay 24' · Wijnaldum 51', 58' | Árbitro: ROU István Kovács      |

#### Ucrânia vs Áustria
| 21 de junho de 2021 | Ucrânia | 0 – 1 | Áustria         | Arena Națională, Bucareste |
| 19:00 (UTC+3)       |         |       | Baumgartner 21' | Árbitro: TUR Cüneyt Çakır  |